# جوليا كروس
جوليا كروس (بالإنجليزية: Julia Cross)‏ هي لاعبة تايكوندو بريطانية، ولدت في 29 مارس 1974 في إدنبرة في المملكة المتحدة.